# Eitrheim
Eitrheim är en tidigare tätort i Ullensvangs kommun i Vestland fylke i västra Norge. Orten ingår sedan 2003 i tätorten Odda. Den ligger intill Hardangerfjorden. 
Folgefonntunneln startar här. 
Tidigare har orten tillhört dåvarande Odda kommun.